# Limnochori (Ahaia)
Limnochori  este un oraș în Grecia în Prefectura Ahaia.